# Het spookschip (Jerom)
Het spookschip is een  stripverhaal uit de reeks van Jerom, uitgegeven door de Standaard Uitgeverij in 1983.

## Locaties
Dit verhaal speelt zich af op de volgende locaties:
- strand, eiland met vuurtoren, eiland in het Caraïbisch gebied

## Personages
In dit verhaal spelen de volgende personages mee:
- Jerom, professor Barabas, eilandbewoners, piraten, Zwartbaard, Bick Jack, vuurtorenwachter

## Het verhaal
Jerom gaat surfen op zee, maar komt in een storm terecht en belandt op een eiland. In de vuurtoren ontmoet hij een wonderbaarlijk figuur en een kist met daarin een oud perkament. Professor Barabas ontdekt dat er een schip met een schat is gezonken door de fout van een dronken vuurtorenwachter. De geest van de vuurtorenwachter dwaalt rond in het Caraïben en kan pas rust vinden als zijn fout is hersteld. Jerom gaat met de tijmtrotter terug in de tijd en komt op een eiland terecht. Daar ontmoet hij een bewoner die hem waarschuwt voor piraten. Jerom zoekt de piraten juist op en wint enkele krachtproeven, waarna hij geaccepteerd wordt als piraat. Jerom ontdekt dat de vuurtorenwachter gevangen gehouden wordt op het schip, Zwartbaard wil de schat van het gezonken schip op deze manier in handen krijgen. 
Jerom bevrijdt de vuurtorenwachter en ziet dat het spookschip 's nachts tevoorschijn komt. Jerom zorgt ervoor dat de vuurtorenwachter niet langer dronken is en dan komt het spookschip weer tevoorschijn. Het boegbeeld verandert in een vrouwelijke geest en bedankt Jerom. Ze wijst hem de schat in het ruim van het schip, deze bestaat uit prachtige juwelen. Dan komen de piraten bij het schip, maar de vrouwelijke geest laat ze verdwijnen. De geest en de vuurtorenwachter verdwijnen ook en Jerom neemt de schat mee naar de tijmtrotter en vertrekt naar huis. Hij zal veel mensen gelukkig maken met de schat.